# Sint-Antoniuskapel (Pey)
De Sint-Antoniuskapel is een kapel in Pey in de Nederlandse gemeente Echt-Susteren. De kapel staat aan Dorpstraat 52A in het zuidoosten van het dorp onder drie lindebomen.
Op ongeveer 525 meter naar het oosten staat de Sint-Rochuskapel en op ongeveer 420 meter naar het noordwesten staat bij de Onze-Lieve-Vrouw Onbevlekt Ontvangenkerk de Mariakapel op het kerkhof.
De kapel is gewijd aan de heilige Antonius van Padua.

## Geschiedenis
Tot 1875 stond er hier op deze plek een veldkruis die in dat jaar plaats moest maken voor de bouw van de kapel.
In 1919, 1946 en 1991 werd de kapel door buurtbewoners gerestaureerd.

## Gebouw
De wit gepleisterde kapel is opgetrokken op een rechthoekig grondplan en wordt gedekt door een tentdak met pannen met op de top een kuis. De gevels bestaan uit witgekalkte mergelstenen op een grijs basement en op de hoeken zijn er hoekpilasters aangebracht. In de frontgevel bevindt zich de rondboogvormige toegang van de kapel die afgesloten wordt met een rode dubbele houten deur met raampjes en smeedwerk. De rondboog is grijs geschilderd met hierop een tekst aangebracht:

Heilige Antonius Bid Voor Ons

Van binnen is de kapel wit gepleisterd en tegen de achterwand is het altaar geplaatst. In de achterwand is een nis aangebracht met daarin het Antoniusbeeld dat de heilige toont in bruine monnikspij met op zijn linkerarm het kindje Jezus. Boven de nis is een houten kruis met corpus opgehangen.